# Sulky

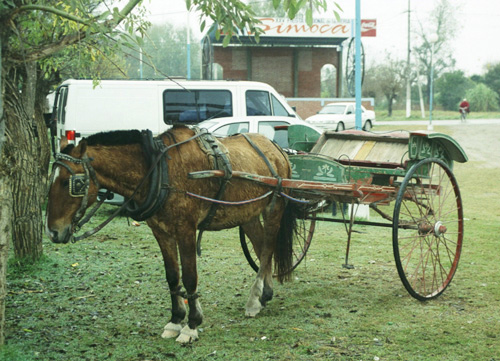
Sulky rural

El sulky és un petit carruatge, en general per a un o dos passatgers, que es fa servir com una forma de transport rural a moltes parts del món. Es destaca per la seva senzilla construcció i pes escàs. El seu sinònim seria carrossa o carruatge.
Consta de dues grans rodes muntades sobre dos petits monyons de ferro que surten per sota dels costats del seient i dues vares de tir sense molla. El cavall es junyeix molt curt, tant que va entre les cames del conductor els peus es recolzen sobre dues petites esquadres que van fixes a les vares.
A Simoca, província de Tucumán, al nord-oest de la República Argentina, hi ha la major quantitat d'aquests carruatges en ple funcionament. Tant és així que aquesta localitat ha estat declarada Capital Nacional de Sulky (o Sulqui, com s'escriu per allà), raó per la qual des del decenni dels seixanta, es realitza a l'estiu el Festival Nacional del Sulqui, que inclou danses i música folklòrica amb destacats intèrprets del país. Sent la seva principal atracció la desfilada de sulkys i altres carruatges al costat de les cavalleries gautxos. La presència del Sulky a Simoca, mereix l'existència de tallers que fabriquen i reparen aquests còmodes carruatges, en ple segle xxi.